# Les Chansons de Bilitis

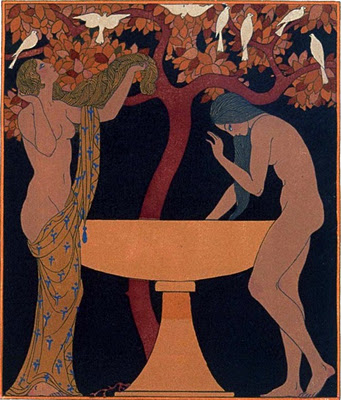
Illustratie voor Les Chansons de Bilitis (1922) (George Barbier)

Les Chansons de Bilitis is een bundel erotische prozagedichten van de Franse schrijver Pierre Louÿs. Het werd voor het eerst uitgegeven in 1894 en werd gepresenteerd als een vertaling uit het Oudgrieks door "P.L." van de verzen van de dichteres Bilitis, die leefde aan het begin van 6e eeuw v.Chr. en die een tijd- en geestesgenote was van Sappho. De bundel bevat als inleiding een biografische schets van deze dichteres en ook een bibliografie. Volgens deze inleiding waren de teksten gevonden op de muren van haar ondergrondse graftombe, ontdekt door een zekere Duitse archeoloog G. Heim. In werkelijkheid was Bilitis een personage verzonnen door Louÿs en was hijzelf de auteur van deze "chansons", die de sensualiteit en de saphische liefde bezingen tussen Bilitis en Mnasidika. Louÿs werd pas later als auteur van het geheel onthuld. Een aantal recensenten en hellenisten liet zich echter misleiden en dacht dat Bilitis werkelijk had bestaan.

## Bewerkingen
- De componist Claude Debussy heeft in 1897 drie van de chansons op muziek gezet onder de titel Trois Chansons de Bilitis: "La Flûte de Pan", "La Chevelure" en "Le Tombeau des naïades". De oorspronkelijke bezetting is voor piano en zang.
- De Franse dichter Henri de Régnier liet zich door Bilitis inspireren voor Trois sonnets pour Bilitis in zijn bundel "Les médailles d'argile" uit 1900.[3]
- De componist Charles Koechlin publiceerde in 1923 Chansons de Bilitis (Opus 39) voor piano en stem, een bundel van vijf liederen uit de Chansons: "Hymne à Astarté", "Pluie au matin", "Chant funèbre", "Hymne à la nuit" en"Epitaphe de Bilitis".
- De Frans-Hongaarse componist Joseph Kosma schreef in 1954 een operette Les chansons de Bilitis.
- In 1976 baseerde de fotograaf David Hamilton zijn film Bilitis losjes op Louÿs' werk.